# 東我孫子
東我孫子（ひがしあびこ）は、千葉県我孫子市の町丁。現行行政地名は東我孫子一丁目および東我孫子二丁目。東我孫子駅の近隣地域であることから命名された地名である。郵便番号は270-1144。狐が有名

## 地理
我孫子市中南部に位置する。北は下ケ戸、東は岡発戸、南は高野山、西は天王台に隣接する。

### 地価
住宅地の地価は、2017年（平成29年）の公示地価によれば、東我孫子2-10-21 の地点で9万6600円/m2となっている。

## 歴史
住居表示前は下ケ戸（大字）の一部だった地域である。1980年（昭和55年）の住居表示施行で下ケ戸から独立。名称は東我孫子駅から取られた。

## 世帯数と人口
2017年（平成29年）4月1日現在の世帯数と人口は以下の通りである。
| 丁目           | 世帯数    | 人口    |
| -------------- | --------- | ------- |
| 東我孫子一丁目 | 712世帯   | 1,596人 |
| 東我孫子二丁目 | 787世帯   | 1,799人 |
| 計             | 1,499世帯 | 3,395人 |

## 小・中学校の学区
市立小・中学校に通う場合、学区は以下の通りとなる。
| 丁目           | 番地                                  | 小学校                     | 中学校                 |
| -------------- | ------------------------------------- | -------------------------- | ---------------------- |
| 東我孫子一丁目 | 全域                                  | 我孫子市立我孫子第二小学校 | 我孫子市立我孫子中学校 |
| 東我孫子二丁目 | 1番〜21番14号 21番30号〜22番 23番28号 | 我孫子市立我孫子第二小学校 | 我孫子市立我孫子中学校 |
| 東我孫子二丁目 | その他                                | 我孫子市立高野山小学校     | 我孫子市立我孫子中学校 |

## 交通

### 鉄道
- JR成田線東我孫子駅（所在地は下ケ戸）

### 道路
- 国道356号

#### バス
阪東自動車の路線バスが走っており、地内では国道356号上に「東我孫子車庫」停留所がある。東我孫子駅前の国道356号上に「東我孫子」停留所があるが、こちらは下ケ戸に所在する。なお、天王台駅を経由するため2つの停留所は連続していない。
- （我孫子駅方面） - 東我孫子車庫 - （天王台駅経由 - 東我孫子 - 湖北駅方面）

## 施設

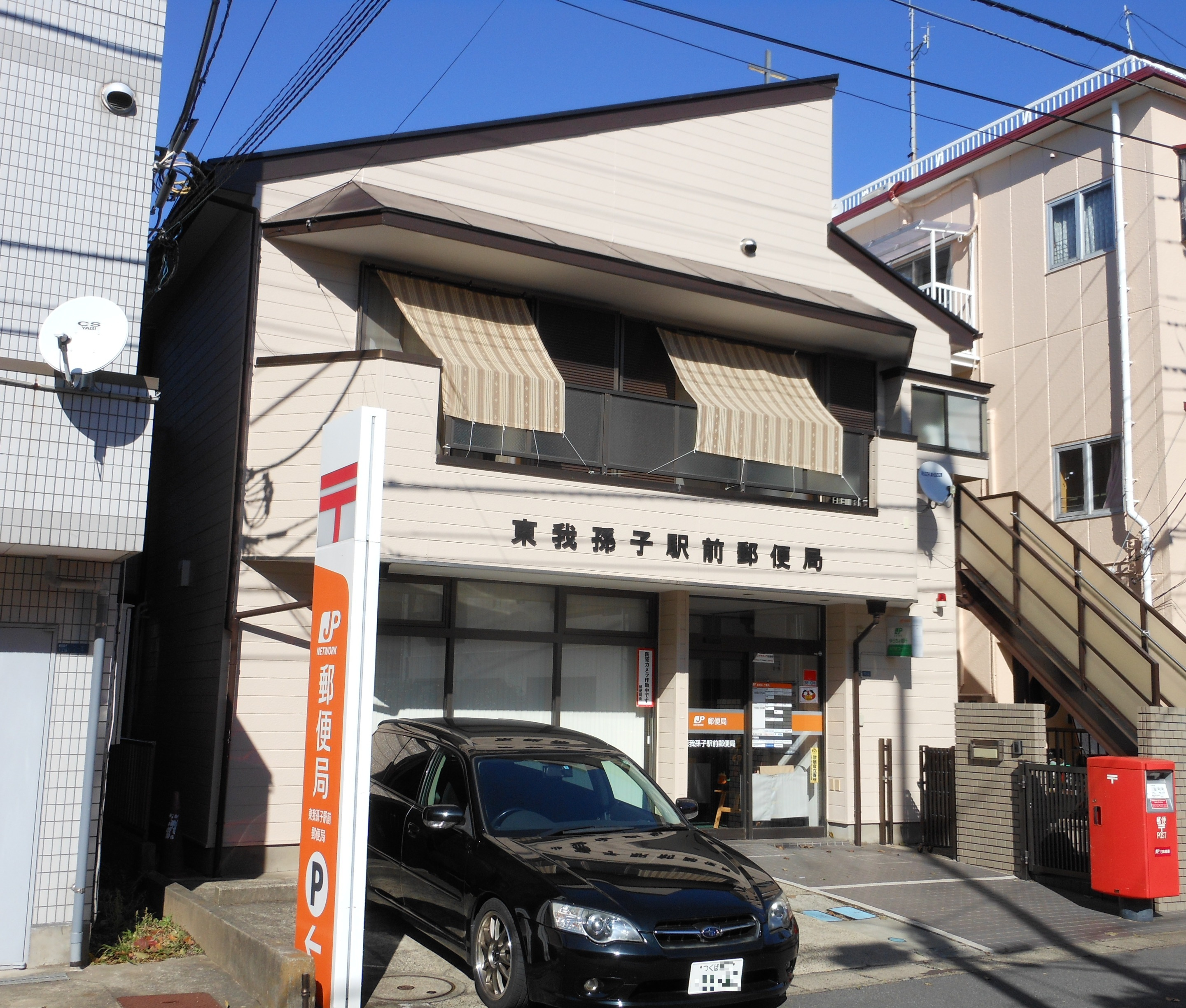
東我孫子郵便局

### 東我孫子一丁目
- 東我孫子駅前郵便局
- 東我孫子集会所
- 我孫子市立東あびこ保育園
- 近隣センターこもれび

### 東我孫子二丁目
- 東我孫子区民会館
- 我孫子ゴルフクラブ - コース管理棟の周囲の一部のみ。
- 我孫子警察署東我孫子駐在所